# SeaBlade
SeaBlade est un jeu vidéo de combat aérien de type shooter à la 3e personne. Il a été développé par Vision Scape et Simon & Schuster, qui l'on par la suite édité. Il sortira en 2002 uniquement sur Xbox.

## Accueil
- Jeux Vidéo Magazine : 8/20[1]